# Natalya Diehm
Natalya Diehm, née le 23 septembre 1997 à Gladstone est une coureuse cycliste australienne, spécialiste du BMX freestyle « Park ».

## Biographie
Natalya Diehm commence à faire du BMX au skate park local à l'âge de huit ans. Elle subit de nombreuses blessures au fil du temps. À l’âge de 15 ans, elle s’était déjà cassé le coude trois fois et la main une fois. En 2018, elle envisage d'abandonner après une quatrième opération au genou. Cependant, un appel de l'ancienne championne du monde de BMX Caroline Buchanan l'encourage à continuer, surtout en pensant aux Jeux olympiques de 2020. De 2019 à 2021, elle remporte les trois premières éditions des championnats d'Australie dans sa discipline, le BMX freestyle Park. En 2019, elle remporte également les premiers championnats d'Océanie de BMX freestyle, où elle est la seule participante. 
Diehm est sélectionnée pour la première compétition olympique de BMX freestyle à Tokyo en 2021. Deux semaines avant l'épreuve, elle se blesse au ligament croisé, mais participe quand même à l'épreuve où elle prend la cinquième place. La rééducation qui suit l'éloigne des compétitions pendant 15 mois. En 2023, elle revient avec des deuxièmes places aux championnats nationaux et continentaux. En 2024, elle récupère son titre de championne d'Australie et devient championne d'Océanie pour la deuxième fois.
Aux championnats du monde de cyclisme urbain, elle atteint la finale du « Park » en 2019 et termine sixième.

## Palmarès en BMX

### Jeux olympiques
- Tokyo 2020
  - 5e du BMX freestyle Park
- Paris 2024
  -  Médaillée de bronze du BMX freestyle Park

### Coupe du monde
- Coupe du monde de BMX freestyle Park
  - 2023 : 6e du classement général

### Championnats d'Océanie
- Melbourne 2019
  -  Championne d'Océanie de BMX freestyle Park
- Brisbane 2023
  -  Médaillée d'argent du BMX freestyle Park
- Melbourne 2024
  -  Championne d'Océanie de BMX freestyle Park

### Championnats d'Australie
- 2019
  -  Championne d'Australie de BMX freestyle Park
- 2020
  -  Championne d'Australie de BMX freestyle Park
- 2021
  -  Championne d'Australie de BMX freestyle Park
- 2024
  -  Championne d'Australie de BMX freestyle Park